# Mbombela Stadium
Mbombela Stadium är en fotbollsarena i Nelspruit, Sydafrika. Den började byggas 2007 för att stå klar till Världsmästerskapet i fotboll 2010. 
"Mbombela" betyder "många människor på liten yta" och efter VM är det tänkt att arenan ska fungera som en multisportarena (bland annat till rugby och konserter). I samma arenakomplex finns det en ishockeyhall och ett gymnasium. Arenan ligger tätt intill en nationalpark och har kallats Giraff-arenan eftersom taket påminner om en giraff. Mbombela är designad av sydafrikanska arkitekter och taket är byggt några meter högre än normalt, för att det ska kunna komma in syre och luft, samtidigt som det finns luckor mellan taket och läktarsektionerna så att man kan titta ut över den fina vyn av berg som omger arenan.
Under VM 2010 spelades det fyra gruppspelsmatcher på arenan.